# Ажгалиева, Алина Уразбековна
Алина Уразбековна Ажгалиева (каз. Алина Әжғалиева; род. 8 октября 2005 года в Уральске, Казахстан) — казахская шорт-трекистка, бронзовый призёр чемпионата четырёх континентов, серебряный призёр чемпионата мира среди юниоров. Мастер спорта международного класса Республики Казахстан.

## Спортивная карьера
Алина Ажгалиева родилась в городе Уральске, где в раннем детстве и встала на коньки при помощи своего дедушки. Всю зиму она проводила на катках, играла с мальчишками в хоккей, а летом каталась на роликах. В Ледовый дворец её привела мама в возрасте 9 лет, после чего стала обучаться шорт-треку в школе-интернате для одарённых детей. Её первыми тренерами были Асель Мергенбаевна, Максим Владимирович Лозовой, Данабек Манарбекович Хаиров и Ерхат Маратович Кубашев. Благодаря своим физическим данным и выносливости девочку совсем скоро перевели в старшую группу. В 2017 году Алина выиграла чемпионат Казахстана среди девушек младшего возраста в забегах на 333, 500 метров и в эстафете.
Первый международный старт Алины был в 2019 году на турнире «Дети Азии» в Сахалине, тогда она вместе с партнёрами заняла 2-е место в женской эстафете и после этого уже пошли результаты на более высоком уровне. Однако в 2020 году из-за пандемии коронавируса все планы были нарушены. В феврале 2022 года она дебютировала на чемпионате мира среди юниоров в Гданьске в составе эстафетной команды и заняла лучшее 6-е место. В марте выиграла серебряную медаль в женской эстафете и две бронзовые медали в беге на 1500 метров и в миксте на чемпионате Казахстана. В сезоне 2022/2023 впервые участвовала на Кубке мира и в декабре 2022 года на домашнем этапе в Алма-Аты в составе женской команды заняла 4-е место в эстафете. 
В январе 2023 года на зимней Универсиаде в Лейк-Плэсиде финишировала 2-й в смешанной эстафете.  Через неделю после Универсиады Алина участвовала на очередном чемпионате мира среди юниоров в Дрездене, но лучшим стало 8-е место в эстафете. Уже в марте на взрослом чемпионате мира в Сеуле заняла 10-е место в женской эстафете. В ноябре 2023-го в составе сборной участвовала на чемпионате четырех континентов в Лавале и завоевала бронзовую медаль в женской эстафете. Первая личная медаль пришла в феврале 2024 года на чемпионате мира среди юниоров в Гданьске, где выиграла серебряную медаль в забеге на 1500 метров и стала первой казахской шорт-трекистой, завоевавшей медаль среди девушек.
В марте на чемпионате мира в Роттердаме Алина заняла 25-е место в беге на 1000 м и 9-е в женской эстафете. В сезоне 2024/2025, 7 декабря, на 3-м этапе Кубка мира в Пекине вместе с Ольгой Тихоновой, Яной Хан и Маликой Ермек финишировала третьей в женской эстафете после сборных Канады и Южной Кореи.

## Личная жизнь
Алина Ажгалиева окончила школу-лицей №35 в Уральске. Она является студентом и обучается в Западно-Казахстанском инновационно-технологическом университете на факультете физического воспитания. Увлекается чтением книг, йогой и пилатесом.